# Béatrice d'Avesnes
Béatrice d'Avesnes, comtesse de Luxembourg, est la fondatrice du couvent Notre Dame de Beaumont en 1310. Elle y prit d'abord l'habit de béate avec le voile blanc en 1313 et s'y fit religieuse. Elle y fut enterrée le 17 février 1321.
Béatrice d'Avesnes était la fille de Baudoin d'Avesnes, seigneur de Beaumont, et de Félicité de Coucy, et la petite-fille de Bouchard d'Avesnes et de Marguerite de Flandre, comtesse de Flandre et de Hainaut.

## Héraldique
| Blason | Blasonnement : bandé d'or et de gueules. |

## Union et postérité
Elle épouse le 22 mai 1265 Henri VI de Luxembourg, né en 1250, tué à Worringen le 5 juin 1288, fut comte de Luxembourg et d'Arlon de 1281 à 1288. Il était fils d'Henri V, comte de Luxembourg, et de Marguerite de Bar.

## Descendance
- Henri VII (né vers 1275 à Valenciennes, fut comte de Luxembourg de 1288 à 1309, Roi des Romains de 1308 à 1312 puis, sacré par les cardinaux mandés par le Pape à Saint-Jean de Latran le 29 juin 1312, Empereur romain germanique jusqu'à sa mort à Buonconvento, aux environs de Sienne, le 24 août 1313.
- Waléran ou Valerand de Luxembourg († 1311), seigneur de Dourlers, de Thirimont et de Consorre (fiefs venus des d'Avesnes), tué au siège de Bresce en Italie, son corps sera embaumé à Valenciennes mais le couvent de Beaumont n'étant pas terminé il fut inhumé à la Cathédrale de Cambrai.
- Félicité († 1336), mariée en 1298 à Jean Tristan († 1309), comte de Louvain-Gaasbeek.
- Baudouin (1285 † 1354), archevêque de Trêves de 1307 à 1354 qui fut également enterré à Notre Dame de Beaumont.
- Marguerite († 1336), nonne à Lille puis à Marienthal.

## Descendance célèbre
- Bonne de Luxembourg née le 20 mai 1315, morte le 11 septembre 1349 à l'abbaye de Maubuisson, épouse de Jean de Valois dit le Bon, futur roi de France.
- Jean-Henri de Moravie (1322-1375), né à Mělník le 12 février 1322, mort le 12 novembre 1375, est comte de Tyrol de 1355 à 1341, margrave de Moravie de 1346 à 1375. Il est le fils du roi Jean Ier de Bohême, comte de Luxembourg, et d'Élisabeth de Bohême.
- Venceslas Ier de Luxembourg (1337-1383), né à Prague le 25 février 1337, mort à Luxembourg le 8 décembre 1383, fut duc de Luxembourg de 1353 à 1383, et duc de Brabant et de Limbourg de 1355 à 1383. Il était fils de Jean l'Aveugle, roi de Bohême et comte de Luxembourg, et de Béatrice de Bourbon.
- Philippe II de Bourgogne (1342-1404), dit Philippe le Hardi, est le quatrième et dernier fils du roi Jean II de France, dit Jean le Bon, et de Bonne de Luxembourg. Il voit le jour à Pontoise le 17 janvier 1342. Il est désigné comme « fils de France, duc de Touraine, duc de Bourgogne, premier Pair de France, comte de Flandre et d'Artois, comte palatin de Bourgogne et de Franche-Comté ».
- Jobst de Moravie (ou Josse), né en décembre 1351, mort le 18 janvier 1411, fut margrave de Moravie de 1375 à 1411, margrave de Brandebourg de 1388 à 1411, duc engagé du Luxembourg de 1388 à 1402 et de 1407 à 1411, et roi des Romains de 1410 à 1411. Il était fils de Jean-Henri de Luxembourg, margrave de Moravie, et de Marguerite de Troppau.
- Sigismond Ier (1368-1437) (14 février 1368 à Nuremberg - 9 décembre 1437 à Znojmo), empereur romain germanique de 1410 à sa mort. Fils de l'empereur Charles IV et de sa quatrième femme, Élisabeth de Poméranie, il est le troisième (et dernier) empereur romain germanique de la dynastie des Luxembourg.
- Jean de Goerlitz (1370-1396).
- Jean Ier de Bourgogne  dit Jean sans Peur, duc de Bourgogne, comte de Flandre, d'Artois et de Charolais, comte palatin de Bourgogne, seigneur de Mâcon, Chalon et autres lieux (° 28 mai 1371 à Dijon - † 10 septembre 1419 à Montereau-Fault-Yonne) était un prince français de la maison capétienne de Valois. Il poursuivit la consolidation de l'État bourguignon, politique entreprise par son père.
- Marguerite de Bourgogne (1374-1441), née à Montbard le 16 octobre 1374 et morte au Quesnoy le 8 mars 1441, était la fille de Philippe II le Hardi, duc de Bourgogne et Marguerite de Male, comtesse de Flandre.
- Antoine de Brabant (1384-1415), né en août 1384, mort à Azincourt le 25 octobre 1415, comte de Rethel (1393-1406), duc de Brabant et du Lothier, et de Limbourg (1406-1415), fils de Philippe II le Hardi, duc de Bourgogne, et de Marguerite III de Flandre, comtesse de Flandre, de Nevers et de Rethel ; il était également frère de Jean sans Peur.